# 밀양 표충사 사명대사 관련 교지
밀양 표충사 사명대사 관련 교지(密陽 表忠寺 泗溟大師 關聯 敎旨)는 대한민국 경상남도 밀양시 단장면 구천리에 있는 교지이다. 
1990년 1월 16일 경상남도의 유형문화재 제269호 교지로 지정되었다가, 2018년 12월 20일 현재의 명칭으로 변경되었다.

## 개요
이 문서는 사명대사의 조부모와 부모등 사명대사의 일가에 임금의 명을 담아 내린 교지이다.
이 교지들 가운데 4장은 선조 35년(1602) 10월 30일에 사명대사 일가에 벼슬을 내린 증직교지이고, 나머지 한 장은 선조 40년(1607) 6월 8일에 내려진 교지이다.

## 참고 자료
- 교지 - 국가유산청 국가유산포털